# Indiens nationale sprog
Indien har en omfattende liste over de sprog, der tales af de forskellige befolkningsgrupper. Der kendes mindst 30 forskellige sprog og ca. 2000 dialekter. Indiens forfatning fastslår, at hindi og engelsk skal bruges i regeringens officielle kommunikation. Desuden fastlægger den en gruppe på 22 foreskrevne sprog, som kan bruges officielt af de forskellige delstater i administrative sammenhænge, men også som kommunikationsmiddel mellem den nationale regering og delstaternes regeringer, og ved afholdelse af eksamener forud for ansættelse hos den nationale regering.
Det var forudsat, at engelsk skulle ophøre med at være et officielt sprog fra og med 1965. Derefter skulle det fortsat være et "vedføjet ekstra officielt sprog" (på lige fod med hindi), indtil det tidspunkt hvor en retmæssigt udnævnt komité kunne beslutte sig for en fuldstændig overgang til hindi. På grund af protester fra nogle stater, f.eks. Tamil Nadu, hvor hindi kun trænger svagt igennem, eksisterer "dobbeltsprog"-situationen fortsat. Som følge af den hastige industrialisering og en voldsom, multinational indflydelse på økonomien er engelsk stadigvæk et populært og indflydelsesrigt kommunikationsmiddel hos regeringen og i forretningslivets hverdag. Alle forsøg på at fjerne det er i praksis blevet lagt på hylden.

## Officielle sprog (i centraladministrationen)
1. Hindi
2. Engelsk (vedføjet officielt sprog)

## Anerkendte, nationale sprog i Indien (foreskreven liste til officielt brug)
1. Assamesisk (officielt sprog i Assam)
2. Bengali (officielt sprog i Tripura og Vestbengalen)
3. Bodo (officielt sprog i Assam)
4. Dogri (officielt sprog i Jammu og Kashmir)
5. Gujarati (officielt sprog i Dadra og Nagar Haveli, Daman og Diu, og i Gujarat)
6. Hindi (officielt sprog i Andamanerne og Nicobarerne, Bihar, Chandigarh, Chattisgarh, Delhi, Haryana, Himachal Pradesh, Jharkhand, Madhya Pradesh, Rajasthan, Uttar Pradesh og i Uttaranchal)
7. Kannada (officielt sprog i Karnataka)
8. Kashmiri
9. Konkani (officielt sprog i Goa)
10. Maithili (officielt sprog i Bihar)
11. Malayalam (officielt sprog i Kerala og Lakshadweep)
12. Meithei (officielt sprog i Manipur)
13. Marathi (officielt sprog i Maharashtra)
14. Nepali (officielt sprog i Sikkim)
15. Oriya (officielt sprog i Orissa)
16. Punjabi (officielt sprog i Punjab)
17. Sanskrit
18. Santali
19. Sindhi
20. Tamil (officielt sprog i Tamil Nadu og Pondicherry)
21. Telugu (officielt sprog i Andhra Pradesh)
22. Urdu (officielt sprog i Jammu og Kashmir)

## Andre store sprog i Indien
(tales af flere end 5 millioner, men uden officiel status)
1. Awadhi (betragtes ofte som en dialekt af hindi)
2. Bhili (Bhil-stammefolk)
3. Bhojpuri (tales i Bihar, betragtes ofte som en dialekt af hindi)
4. Bundeli (betragtes ofte som en dialekt af hindi)
5. Chhattisgarhi (tales i Chhattisgarh, betragtes ofte som en dialekt af hindi)
6. Gondi (Gond-stammefolk)
7. Haryanvi (tales i Haryana, betragtes ofte som en dialekt af hindi)
8. Hindustani en samlebetegnelse for hindi og urdu. Det tales stort set over hele Nordindien.)
9. Kanauji (tales i Uttar Pradesh, betragtes ofte som en dialekt af hindi)
10. Kodava, tales i Kodagu-distriktet af Karnataka
11. Kutchi (tales i Kutch, en region i Gujarat)
12. Magahi (tales i det sydlige Bihar, betragtes ofte som en dialekt af hindi)
13. Marwari (sproget i Rajasthan, betragtes ofte som en dialekt af hindi)
14. Tulu (tales af Tulu-folket i Karnataka og Kerala)